# Bielawa
Pour les articles homonymes, voir Bielawa (homonymie).
Bielawa (Langenbielau en allemand) est une ville de Basse-Silésie située au sud-ouest de la Pologne. Cette ville allemande est devenue polonaise en 1945 sous le nom de Bielawa.

## Histoire
- XIIIe siècle — Création de Bielawa.
- 1720 — Première maison en brique.
- 1806-1808 — Occupation française.
- 1891 — Ouverture de la ligne de train Dzierżoniów-Bielawa.
- 1945 — Occupation soviétique.
- 2006 — Ouverture d'une route de contournement.

De 1742 à 1945, Langenbielau fait partie de l'arrondissement de Reichenbach dans le district de Breslau au sein de la province de Silésie.

## Édifices notables
L'un des plus grands édifices religieux de la ville est l'Église de l'Assomption de la Bienheureuse Vierge Marie de Bielawa construite au XIXe siècle.

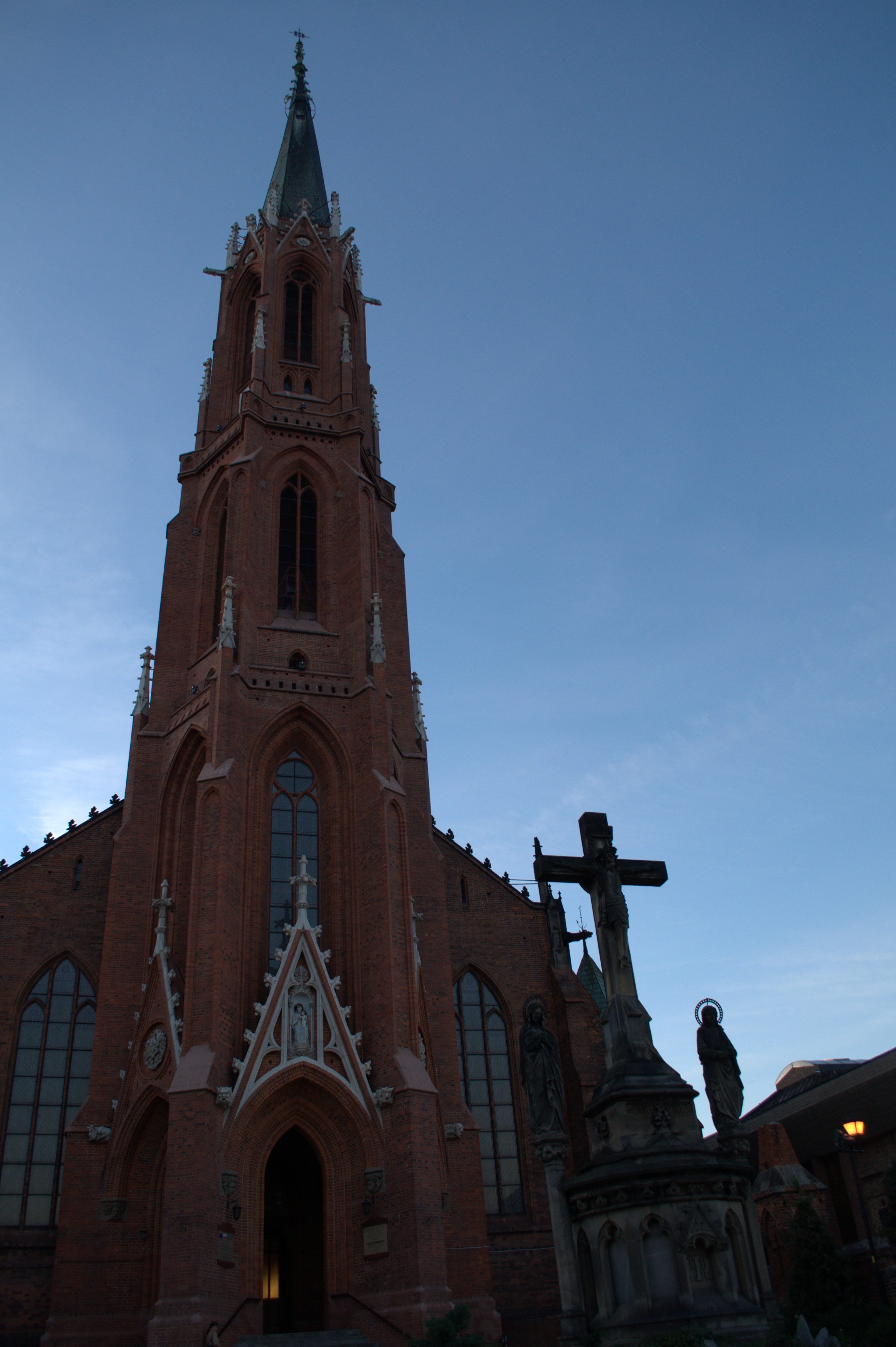

## Personnalités liées à Bielawa
- Adolph Franz (de) (1842–1916), homme politique.
- Friedrich Dierig (de) (1845-1931), entrepreneur et fabricant de textiles
- Arthur Philipp Flechtner (de) (1858-1936), général
- Marta Wojtanowska (1979-), lutteuse polonaise.

## Jumelage
La ville de Bielawa est jumelée avec plusieurs villes étrangères. Il faut rappeler que le jumelage est une relation établie entre deux villes de pays différents qui se concrétise par des échanges socioculturels.
La ville de Bielawa est jumelée avec :
- Lingen (Allemagne)
- Hronov (Tchéquie)
- Chatham-Kent (Canada)
- Burton upon Trent (Royaume-Uni)